# Kormoran rogaty
Kormoran rogaty (Nannopterum auritum) – gatunek dużego ptaka z rodziny kormoranów (Phalacrocoracidae), zamieszkujący Amerykę Północną. Siedząc, często rozkłada skrzydła (jak inne kormorany i wężówki). W czasie lotu szyja wyciągnięta na równi z tułowiem. Pływa z głową zwróconą ku górze. Nie jest zagrożony.
Podgatunki
Zwykle wyróżnia się 5 podgatunków N. auritum:
- N. auritum cincinatum (Brandt, 1837) – Aleuty, południowa Alaska do południowo-zachodniej Kanady; zimuje na południe po Kolumbię Brytyjską
- N. auritum albociliatum (Ridgway, 1884) – południowo-zachodnia Kanada do południowej Kalifornii
- N. auritum auritum (Lesson, 1831) – środkowa i wschodnia Kanada, północno-wschodnie USA; zimuje od środkowych wybrzeży Atlantyku po Zatokę Meksykańską
- N. auritum floridanum (Audubon, 1835) – południowe i południowo-wschodnie USA
- N. auritum heuretum (Watson, Olson & J.R. Miller, 1991) – Kuba, Bahamy

WyglądBrak dymorfizmu płciowego. Głowa mała, szyja długa, smukła, często wygięta. Ogon długi, pióra ciemne. Na grzbiecie widoczny metaliczny, zielony lub purpurowy nalot. Gardło pomarańczowożółte. Dziób długi, wąski oraz czarny. W szacie godowej na ciemieniu widoczny czubek z piór.
RozmiaryDługość ciała 76–91 cm, rozpiętość skrzydeł 114–137 cm; masa ciała 710–2100 g, a nawet więcej.
Zasięg, środowiskoWybrzeża, duże słodkowodne jeziora i rzeki północnej i środkowej części Ameryki Północnej. Zimuje głównie wzdłuż środkowych oraz południowych wybrzeży Ameryki Północnej.
StatusIUCN uznaje kormorana rogatego za gatunek najmniejszej troski (LC, Least Concern) nieprzerwanie od 1988 roku. BirdLife International uznaje globalny trend liczebności populacji za wzrostowy, choć niektóre populacje mogą być stabilne, a trendy liczebności niektórych populacji nie są znane.